# Státní fond kultury České republiky
Státní fond kultury České republiky byl zřízen podle zákona č. 239/1992 Sb.
Orgánem rozhodujícím o způsobu a výši čerpání prostředků Fondu je Rada Fondu, která má nejvíce 13 členů. Funkční období Rady je tříleté.

## Finanční zdroje
Finančními zdroji Fondu jsou:
a) výnosy z majetkových účastí České republiky na podnikání právnických osob v kultuře s výjimkou filmového průmyslu,
b) výnosy z cenných papírů nabytých Fondem od jiných subjektů,
c) úvěry od právnických osob,
d) úroky z návratných finančních výpomocí a půjček, poskytnutých Fondem žadatelům, a úroky z prostředků Fondu uložených v bance,
e) splátky půjček a návratných finančních výpomocí poskytnutých Fondem žadatelům,
f) smluvní pokuty placené žadateli v případech, ve kterých prostředky Fondu nebyly použity podle stanovených podmínek (§ 10),
g) dary a dědictví pro Fond,
h) výnosy z veřejných sbírek a loterií organizovaných Fondem,
i) sjednané podíly na příjmech z projektů, na které byly poskytnuty prostředky Fondu (§ 10),
j) 50 % podíly z výnosů nájmu předmětů kulturní hodnoty a movitých a nemovitých kulturních památek, ke kterým vykonává právo hospodaření správce Fondu,
k) výnosy z pohlednic, plakátů a dalších příležitostních tisků, vydávaných správcem Fondu,
l) dotace ze státního rozpočtu,
m) další zdroje stanovené zvláštními právními předpisy.

## Kontroverze
V červenci 2008 vláda podpořila návrh ministra kultury na zrušení státního fondu kultury. K jeho majetku patří například kubistický Dům U Černé Matky Boží, palác U Hybernů a Národní dům na Vinohradech.